# 唐津市立伊岐佐小学校
唐津市立伊岐佐小学校（からつしりつ いきさしょうがっこう）は、佐賀県唐津市相知町伊岐佐にある公立の小学校。
略称「いきさ」「伊岐佐小」また、「伊小」と表記される場合もある。

## 概要

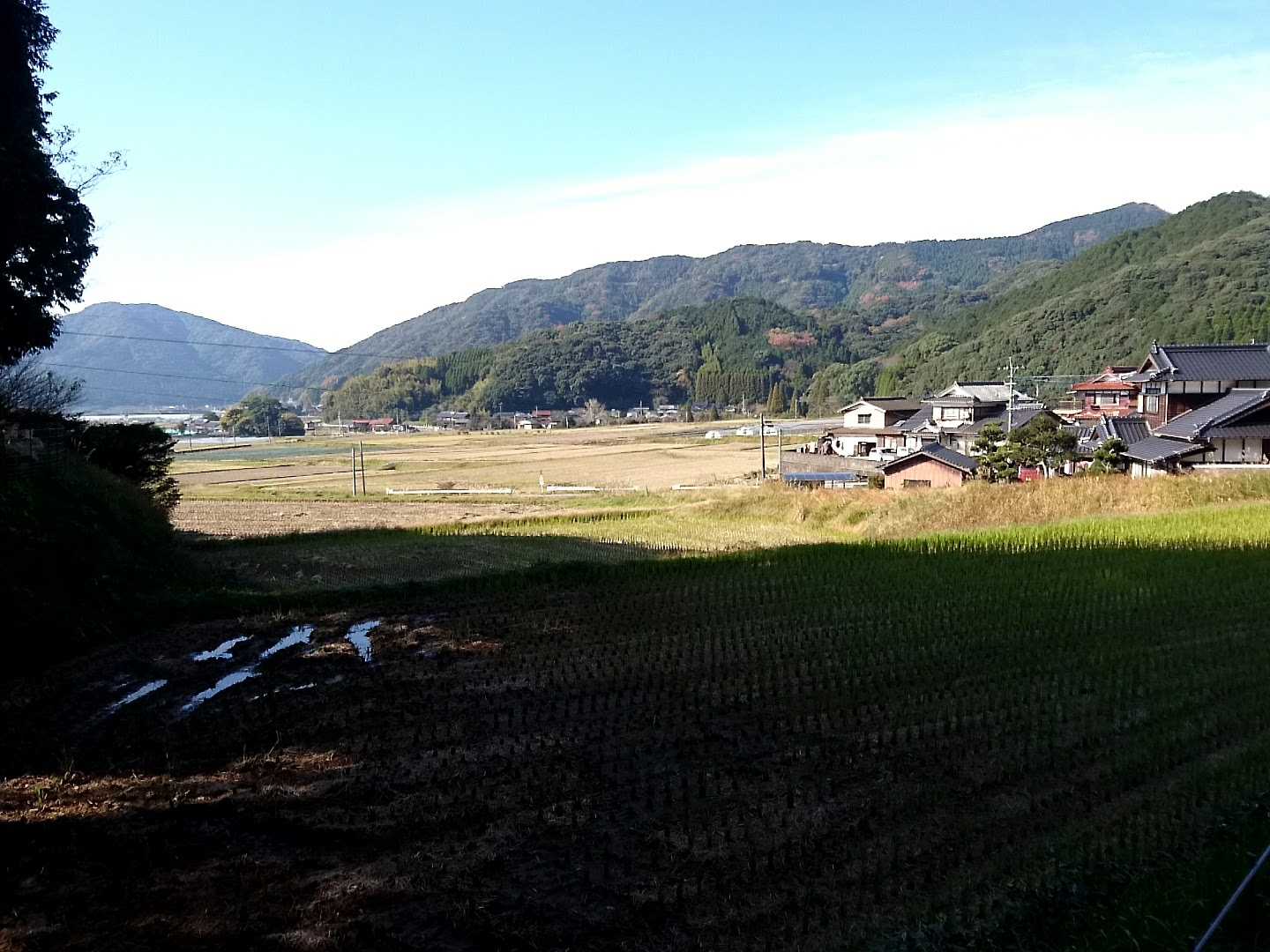
相知町伊岐佐地区

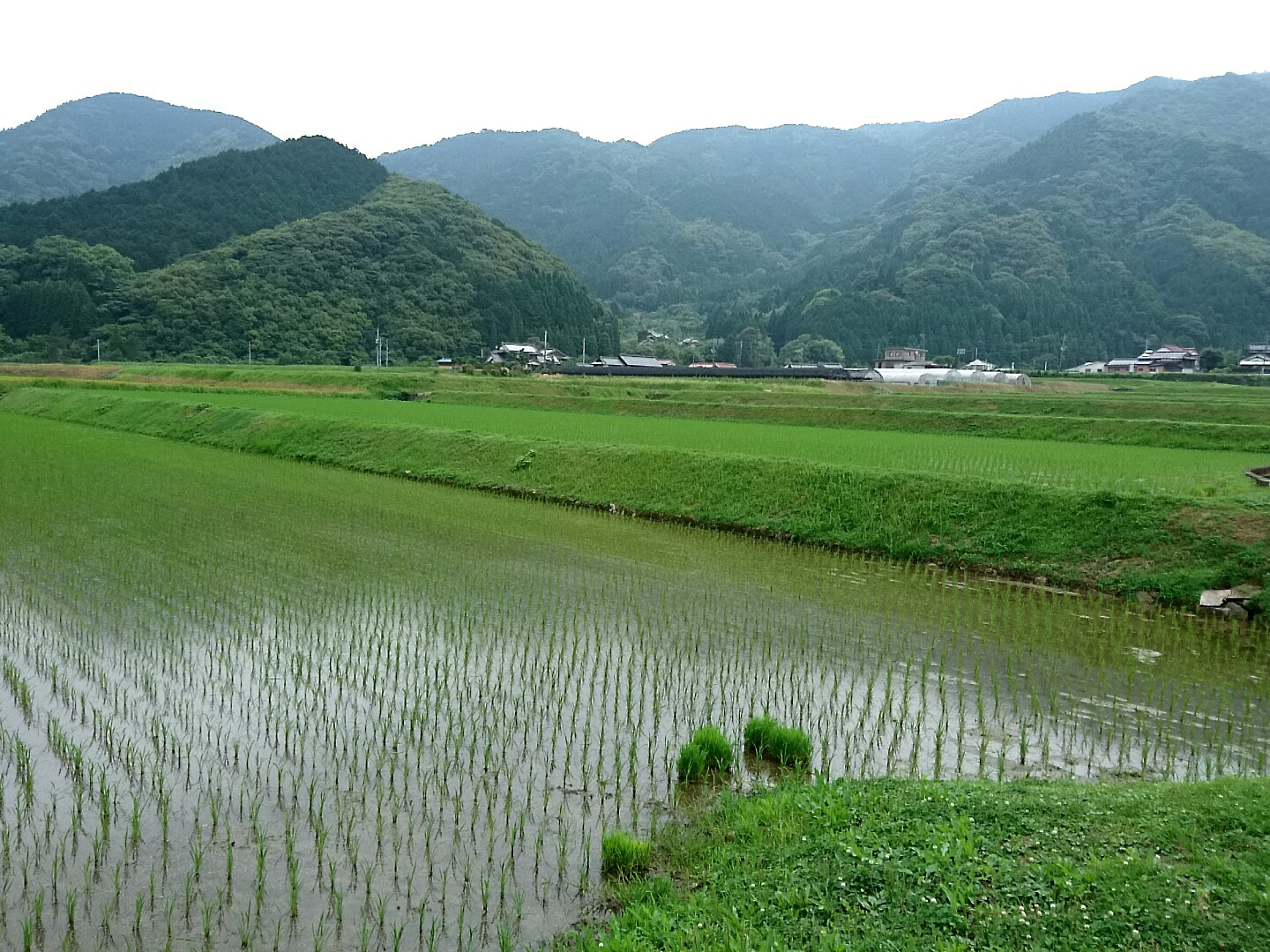
学校周辺の大自然

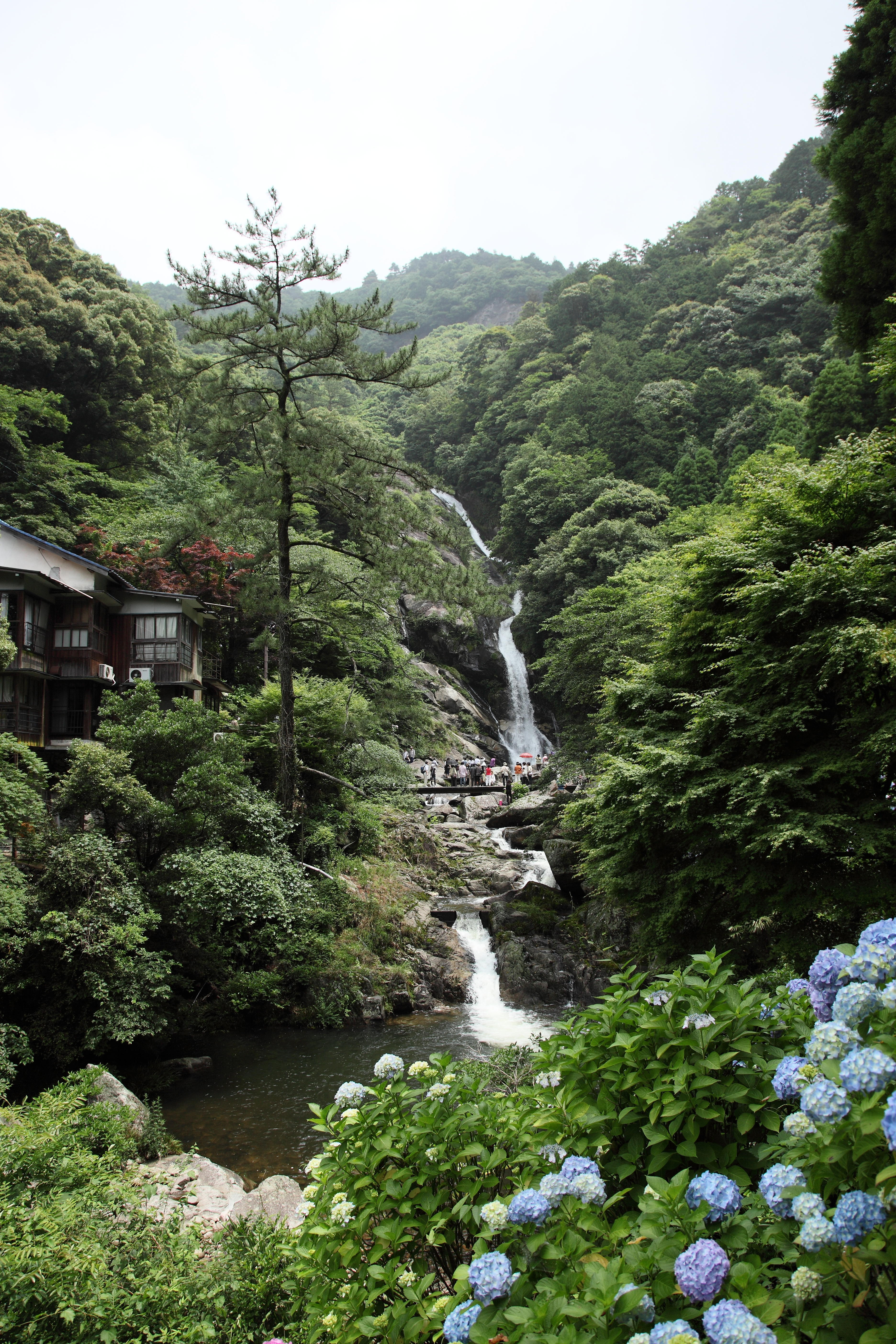
あじさい祭り

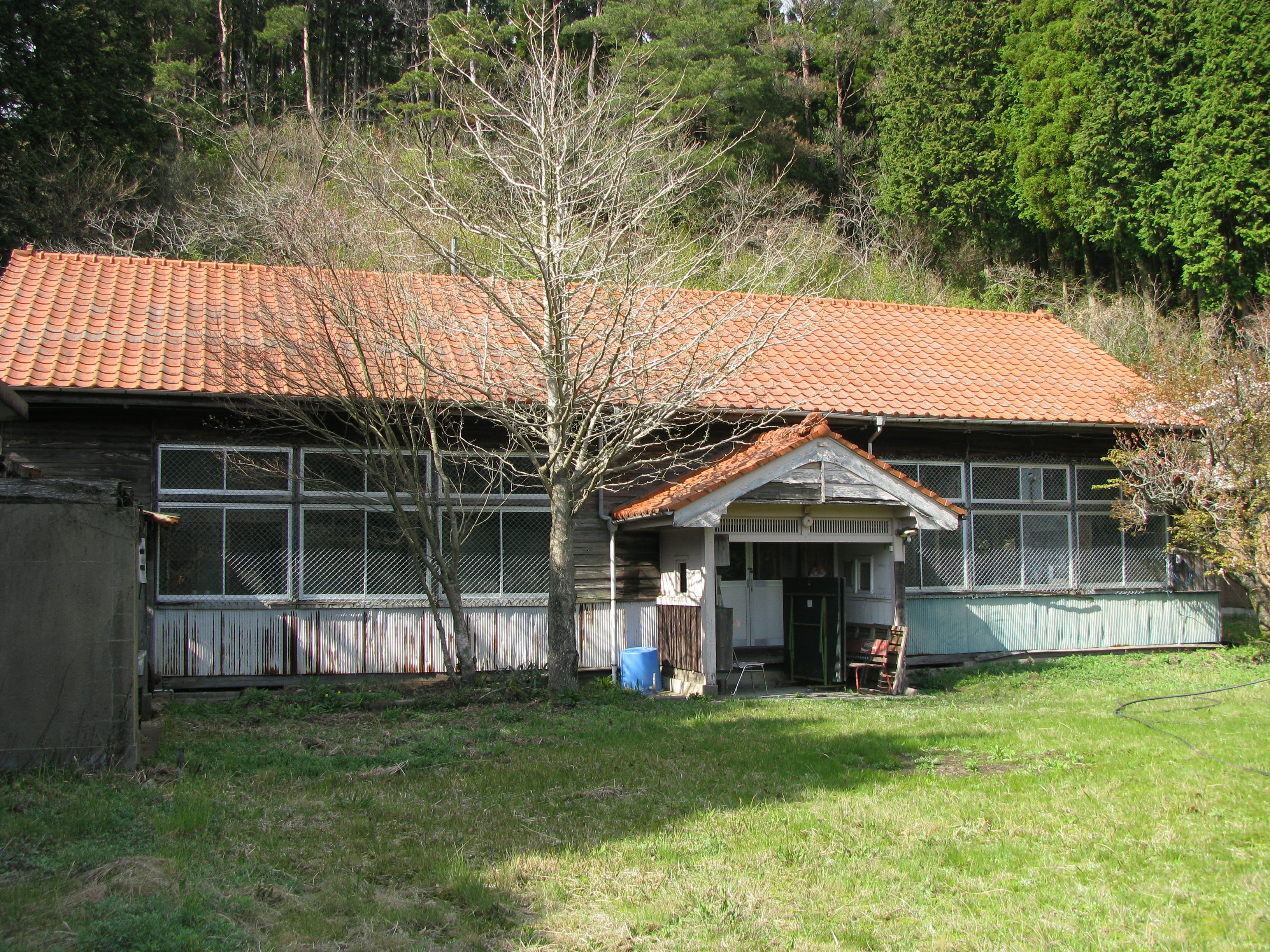
かつて交流を行っていた浜崎小学校山瀬分校

歴史
1875年（明治8年）創立。数回の改組・改称を経て、現校名になったのは2005年（平成17年）。2025年（令和7年）には創立150周年を迎える。
校章
桜の花弁を背景にして、中央に校名の頭文字「伊」を配したデザインとなっている。
校歌
1969年（昭和44年）に制定。作詞は進藤坦平、作曲は吉野貢による。
通学区域
住所表記で、「唐津市相知町」の後に「伊岐佐、黒岩、大野」が続く地域。中学校区は唐津市立相知中学校。
特色ある教育活動
大自然を活かした学校活動が多い。学校には唐箕や備中鍬などの農具も置いてある。
地域との交流
学校と地域との交流が深く、給食には近所からみかんなど差し入れられることもあった。あじさい祭りの季節になると、見帰りの滝周辺のごみ拾いなども行っている。また、運動会は小学生だけではなく、地域住民みんなで参加し、毎年盛り上がっている。運動会以外にも、そば打ち体験や餅つき大会、いちご狩りや田植えなども、地域の人々の協力もあり恒例行事となっている。
他校との交流
相知地区内の小学校合同での活動が年に数回ある。かつて、浜玉町立浜崎小学校山瀬分校との合同活動もあった。

## 沿革
- 1875年（明治8年）9月 - 「伊岐佐小学校」が創立。下等・上等小学科を教授。
- 1883年（明治16年）- 教育令に施行により、初等科・中等科を教授。
- 1887年（明治20年）5月 - 統合により、「尋常原小学校 伊岐佐分校」となる。尋常科（4年制）、高等科を設置。
- 1888年（明治21年）11月 - 統合により、「尋常大野小学校  伊岐佐分校」となる。
- 1889年（明治22年）4月 - 町村制の施行により、久里村立の小学校となる。
- 1892年（明治25年）4月 - 「伊岐佐尋常小学校」として分離・独立。
- 1895年（明治28年）4月 - 校舎を増築。
- 1901年（明治34年）4月 - 高等科を併置の上、「伊岐佐尋常高等小学校」に改称。
- 1902年（明治35年）- 伊岐佐農業補習学校[3]が併設される。
- 1908年（明治41年）4月 - 改正小学校令により、尋常科の修業年限（義務教育年限）が4年から6年に延長されたため、尋常科6年制・高等科2年制となる。
- 1925年（大正14年）9月 - 新グラウンドが完成。
- 1926年（大正15年）7月 - 併設の農業補習学校が青年訓練所充当[3]となる。
- 1928年（昭和3年）
  - 3月 - 学校看護婦が配属される。
  - 5月 - 木造新校舎が完成。
- 1931年（昭和6年）- 併設の青年訓練所充当伊岐佐農業補習学校が伊岐佐公民学校[3]に改称。
- 1934年（昭和9年）- 運動場を拡張。
- 1935年（昭和10年）- 青年学校令の施行により、併設の伊岐佐公民学校が伊岐佐農業青年学校[3]となる。
- 1941年（昭和16年）
  - 1月1日 - 校旗を制定。
  - 4月1日 - 国民学校令の施行により、「伊岐佐国民学校」に改称。尋常科を初等科に改める（初等科6年・高等科2年）
- 1944年（昭和19年）4月 - 久里村内の青年学校（原・伊岐佐）統合により、久里村立農業青年学校[3]開校。国民学校との併設を改称。
- 1947年（昭和22年）4月1日 - 学制改革が行われる。
  - 国民学校初等科は「久里村立伊岐佐小学校」に改組・改称される。
  - 国民学校高等科は青年学校普通科との統合により、新制中学校「久里村立久里中学校」（久里小学校併設）となる。
- 1948年（昭和23年）10月1日 - 町村合併により、「相知町立伊岐佐小学校」に改称。
- 1953年（昭和28年）6月26日 - 大豪雨で被害を受ける。
- 1955年（昭和30年）9月 - 完全給食を実施。
- 1956年（昭和31年）- 後校舎5教室および木造2階建8教室を新築。
- 1962年（昭和37年）- 全校式放送機を新設。
- 1963年（昭和38年）- 運動場を拡張。
- 1965年（昭和40年）- 佐賀県統計協会、佐賀県教育委員会委嘱統計教育研究発表会開催 研究テーマ「小学校社会科における統計資料をどのように生かすか」を実施。
- 1967年（昭和42年）4月1日 - 特殊学級を設置。
- 1968年（昭和43年）3月 - プールが完成。
- 1969年（昭和44年）2月14日 - 校歌を制定。
- 1971年（昭和46年）9月 - 給食センターの完成により、センターからの配送方式に変更となる。
- 1974年（昭和49年）3月 - 素焼窯室を設置。
- 1975年（昭和50年）- 創立100周年記念式典を挙行。
- 1986年（昭和61年）- 愛鳥モデル校に指定される。
- 1996年（平成 8年） - パソコンを導入。
- 2002年（平成14年）- 平成14年度「田んぼの学校」協力校となる。
- 2005年（平成17年）1月1日 - 市町合併により、「唐津市立伊岐佐小学校」（現校名）に改称。
- 2011年（平成23年）- 裏山治水工事（北西方面）が完了。佐賀県教育委員会指定 相知中学校区「学力向上」研究発表会を実施。
- 2012年（平成24年）- 裏山治水工事（北東方面）が完了。

## 交通
最寄りの鉄道駅
- JR九州
  - 唐津線「本牟田部駅」
  - 筑肥線「肥前久保駅」

最寄りのバス停留所
- 花タウンバス 「幸の元」停留所
- 昭和バス 「伊岐佐交差点」停留所

最寄りの幹線道路
佐賀県道40号浜玉相知線「伊岐佐」交差点

## 校区内の名所・観光地

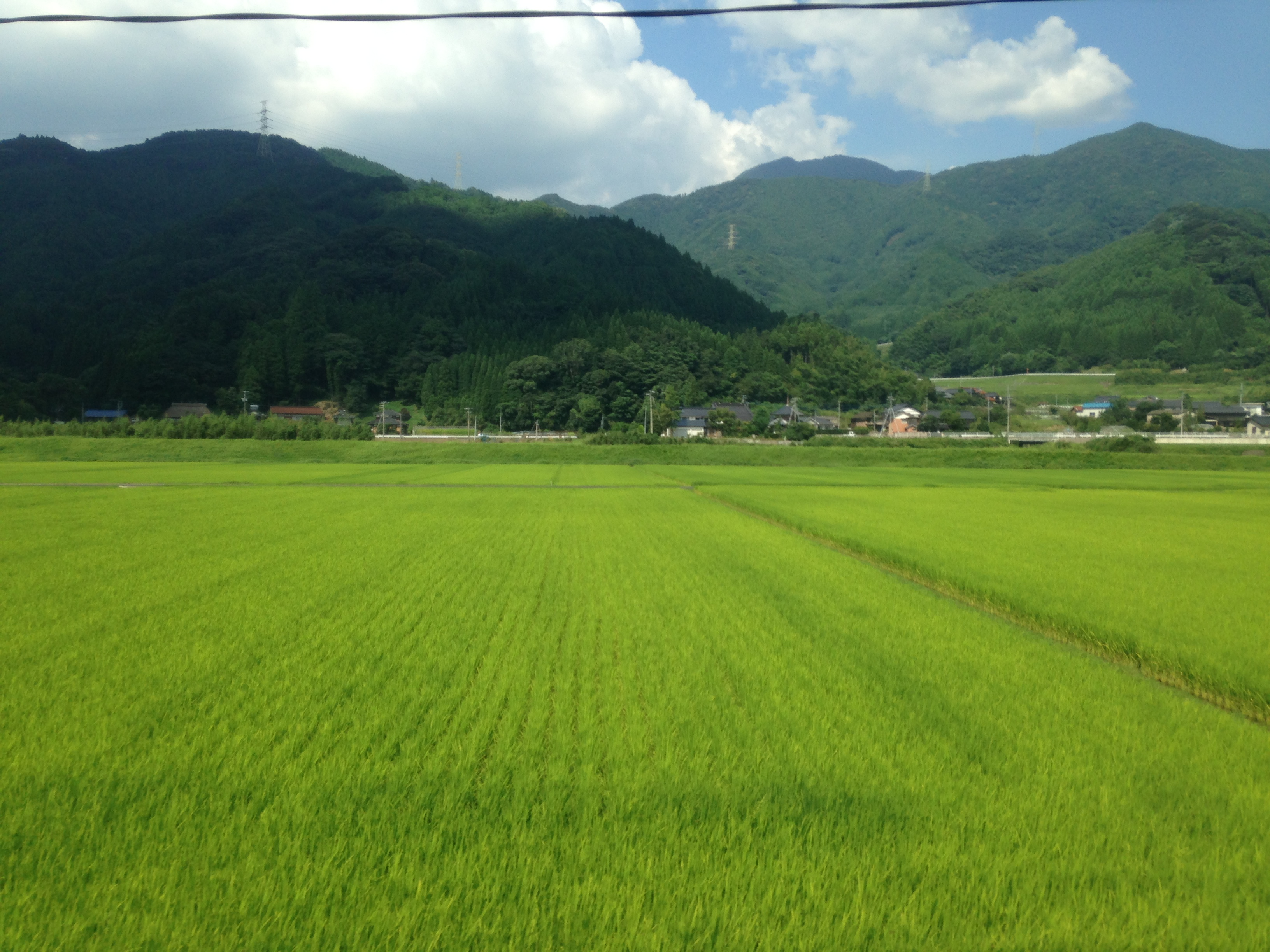
作礼山

- 丸熊神社
- 作礼山
- 伊岐佐窯
- 見帰りの滝作礼山

## 周辺
- 人権ふれあいセンター相知
- 松浦川
- 伊岐佐川

## 参考資料
- 「相知町史 下巻」（相知町史編さん委員会, 1977年（昭和52年）3月発行）p.380～

## 関連事項
- 佐賀県小学校一覧